# Ukrainische Futsalnationalmannschaft
Die ukrainische Futsalnationalmannschaft ist eine repräsentative Auswahl ukrainischer Futsalspieler. Die Mannschaft vertritt den ukrainischen Fußballverband bei internationalen Begegnungen. Das Team zählt zu den stärksten Mannschaften Europas, 2001 und 2003 wurde die Mannschaft Vize-Europameister.

## Abschneiden bei Turnieren
Die Ukraine nahm bisher an elf UEFA Europameisterschaften teil. 2001 und 2003 erreichte man jeweils das Finale, unterlag aber knapp Spanien (1:2 nach Sudden Death, 2001) bzw. Italien (0:1, 2003). In den Jahren 2005 und 2022 konnte man jeweils den vierten Platz erreichen. 2022 scheiterte man knapp gegen die Russische Futsal-Nationalmannschaft.
Für Weltmeisterschaftsendrunden unter der Schirmherrschaft der FIFA qualifizierte sich die Nationalmannschaft sechsmal. Bei der erstmaligen Teilnahme 1996 kam man auf Anhieb unter die letzten Vier und unterlag im kleinen Finale der russischen Auswahl mit 2:3. Vier Jahre später scheiterte man bereits in der Qualifikation knapp am späteren Weltmeister Spanien mit 0:1.
Bei der Weltmeisterschaft 2024 starteten die Ukrainer mit einer 7:1-Niederlage gegen den späteren Vize-Weltmeister Argentinien. Nachdem die weiteren Partien der Gruppenphase gewonnen werden konnten qualifizierte man sich für das Achtelfinale gegen die Niederlande. Nach einem 3:1-Sieg gegen die Niederländische Futsal-Nationalmannschaft konnte man sich auch gegen die Venezolanische Auswahl mit 9:4 durchsetzen ehe man im Halbfinale nach Halbzeitführung knapp gegen den späteren Weltmeister Brasilien mit 3:2 verlor. Im Spiel um Platz 3 konnte Frankreich souverän mit 7:1 geschlagen werden.
In der Qualifikation zur Europameisterschaft 2026 spielte man in einer Gruppe mit der deutschen Futsal-Nationalmannschaft, in Göppingen konnte man sich knapp mit 5:3 durchsetzen ehe man sich in Chișinău deutlich mit 9:0 durchsetzen. Auch gegen Rumänien und Zypern konnte man gewinnen und wurde somit ungeschlagen Gruppenerster.
2008 belegte die ukrainische Mannschaft bei dem vom brasilianischen Verband jährlich ausgerichteten Grand Prix de Futsal den dritten Rang.

### Futsal-Weltmeisterschaft
- 1989 bis 1992 – Teil der Sowjetunion
- 1996 – 4. Platz
- 2000 – nicht qualifiziert
- 2004 – Zwischenrunde
- 2008 – Zwischenrunde
- 2012 – Viertelfinale
- 2016 – Achtelfinale
- 2021 – nicht qualifiziert
- 2024 – 3. Platz

### Futsal-Europameisterschaft
- 1996 – 5. Platz
- 1999 – nicht qualifiziert
- 2001 – 2. Platz
- 2003 – 2. Platz
- 2005 – 4. Platz
- 2007 – Vorrunde
- 2010 – Viertelfinale
- 2012 – Viertelfinale
- 2014 – Viertelfinale
- 2016 – Viertelfinale
- 2018 – Viertelfinale
- 2022 – 4. Platz